# Lorenz Hertel

Bibliotheksrotunde der Herzog August Bibliothek, Wolfenbüttel, 18. Jahrhundert

Lorenz Hertel (* 12. September 1659 in Hamburg; † 19. November 1737 in Wolfenbüttel) war ein deutscher herzoglicher Rat und Bibliothekar. Er leitete von 1716 bis 1737 die Herzog August Bibliothek in Wolfenbüttel.

## Leben
Lorenz Hertel wurde 1659 in Hamburg als Sohn eines Buchhändlers geboren. Er kam um 1690 als Hofmeister nach Braunschweig und zog 1692 nach Wolfenbüttel. Hertel stand seit 1691 in zunächst brieflichem Kontakt zu Gottfried Wilhelm Leibniz, der in diesem Jahr Direktor der Herzog August Bibliothek wurde. Im Lauf der folgenden Jahre wurde er Leibniz’ Helfer in wissenschaftlichen und bibliothekarischen Fragen. Hertel wurde unter Herzog Anton Ulrich zum Legationssekretär, später zum Legationsrat ernannt. Diplomatische Missionen führten ihn 1697 nach Stockholm, 1698 nach Kopenhagen und 1700 bis 1701 nach Dresden. Seine offiziellen Reisen nutzte er auch zum Kunsterwerb im herzoglichen Auftrag. So tätigte er am Düsseldorfer Hof Kunstkäufe für die Salzdahlumer Galerie und erhielt in Stockholm ein Gemälde des schwedischen Hofmalers David Klöcker Ehrenstrahl zum Geschenk.
Leibniz hielt sich während seines Direktorats nur zeitweise in Wolfenbüttel auf, so dass Hertel immer stärker in die bibliothekarische Arbeit hineinwuchs. Herzog Anton Ulrich beauftragte Hertel im Jahr 1705 ohne Leibniz’ Wissen mit der Leitung der Bibliotheksgeschäfte. Von 1706 bis 1710 wurde ein neuer Bibliotheksbau, die sogenannte Rotunde, durch den Baumeister Hermann Korb errichtet. Hertel leitete den Umzug und die provisorische Aufstellung der Bibliothek im benachbarten Saal des Zeughauses. Nach Leibniz’ Tod 1716 wurde Hertel sein Nachfolger als Direktor der Bibliothek. Erst im Jahr 1723 erfolgte nach endgültiger Fertigstellung der Innenräume der Umzug in die bereits 1710 errichtete Bibliotheksrotunde. Hertel verfasste 1731 einen an Herzog Ludwig Rudolf adressierten Bericht über die Bibliothek, quasi sein bibliothekarisches Testament.
Hertel starb im November 1737 im Alter von 78 Jahren in Wolfenbüttel. Seine 3881 Bände und 79 Handschriften umfassende Privatbibliothek vermachte er der Herzog August Bibliothek. In der Handschriftenbibliothek ist ein von Hertel erstellter Münzkatalog erhalten.